# Stratis
Stratis ist eine Anfang der 1980er Jahre in Köln gegründete Elektronik-Formation, die von den beiden Künstlern Albert Klein und Antonios Stratis betrieben wird.
Diverse Veröffentlichungen auf Kassette, Vinyl und CD sind erschienen. Ihr bekanntestes Stück „Herzlos“ gehört zu den Klassikern des Minimal-Electro. Stilistisch wird eine große musikalische Bandbreite der elektronischen Tonkunst (Ambient, Electro Wave, Minimal, Orient, Industrial) abgedeckt. Nach langen Jahren völliger Stille und ohne Lebenszeichen veröffentlichten Stratis im Jahre 2004 die CD Herzlos welche hauptsächlich Aufnahmen aus den 1980er Jahren enthielt. Neues Material erschien im Sommer 2006 auf der CD As Life Goes By.

## Diskografie
- Exotic – MC (Creative Tapes, Deutschland 1982)
- New Face – MC (Integrated Circuits Records, England 1983)
- Film Musik – MC (Integrated Circuits Records, England 1984)
- Musica Da Ballo – MC (Integrated Circuits Records, England 1985)
- Herzlos – CD-R (Temporary Music, Deutschland 2004)
- As Life Goes By – CD (Temporary Music, Deutschland 2006)
- Mokoyaro 1982–1985 – 5-LP-Box-Set (Vinyl On Demand, Deutschland 2012)
- New Face – LP (Dark Entries Records, USA 2019)

### Kompilationen
- Integration – MC (Integrated Circuits Records, England 1983)
- Three Minute Symphony – LP (X-tract Records, England 1984)
- Broken Playgrounds – MC (Mystery Hearsay, USA 1984)
- Sex & Bestiality – MC (Bain Total, Frankreich 1984)
- Oscar's X-mas Carols – MC (Noel 2, Niederlande 1984)
- SNX BOX – 4 LP & Single (Masm Hawai, Frankreich 1985)
- German-Canadian Friendship – LP (AMOK Records, Kanada 1985)
- Testube E – MC (Testube, USA 1985)
- Call of the Banshee – CD (Subterranean Records, Deutschland 1994)
- New Deutsch – CD / LP (Gigolo Records, Deutschland 2003)
- Life '85 – MC / CDR (Temporary Music, Deutschland 2004)
- World Of Disorder – LP (Disorder Records, Deutschland 2005)
- The Lost Tapes – LP (Minimal Wave, USA 2006)
- Electro Arc Vol.1 – CD  (Electro Arc, Deutschland 2007)
- Space, Energy & Light (Experimental Electronic And Acoustic Soundscapes 1961-88) – 3xLP & CD  (Soul Jazz Records, England 2017)
- Noise Reduction System (Formative European Electronica 1974-1984) – 4xCD  (Cherry Red Records, England 2017)